# Dudusa synopla
Dudusa synopla är en fjärilsart som beskrevs av Swinhoe 1907. Dudusa synopla ingår i släktet Dudusa och familjen tandspinnare. Inga underarter finns listade i Catalogue of Life.